# Copaifera bulbotricha
Copaifera bulbotricha là một loài thực vật có hoa trong họ Đậu. Loài này được Rizzini & Heringer miêu tả khoa học đầu tiên.